# Retiro (stacja metra w Madrycie)
Retiro – stacja metra w Madrycie, na linii 2. Znajduje się na granicy dzielnic Centro i Salamanca, w Madrycie i zlokalizowana jest pomiędzy stacjami Banco de España oraz Príncipe de Vergara. Została otwarta 11 czerwca 1924.